# Delta Force 3 - Missione nel deserto
Delta Force 3 - Missione nel deserto (Delta Force 3 - The Killing Game) é un film statunitense del 1991 diretto da Sam Firstenberg. È il terzo e ultimo capitolo della trilogia Delta Force ed è l'unico a non avere protagonista Chuck Norris, sostituito dal figlio Mike Norris.

## Trama
Un fanatico leader terrorista Kahlil Kadal minaccia di distruggere l'America con una bomba nucleare e il Presidente degli Stati Uniti decide di chiamare il Delta Force guidata dal maggiore Charlie Stewart per sventare i piani malvagi del terrorista.